# Кристофер Карлсон
Кристофер Карлсон (на шведски: Christoffer Carlsson) е шведски доктор по криминология и писател на произведения в жанра криминален роман и документалистика.

## Биография и творчество
Кристофер Карлсон е роден през 1986 г. в Халмстад, Швеция. Израства самотно край езерото Тофтасйон в Марбьок, близо до Халмстад. От ученик е запален по криминалната литература и сам опитва да пише. През 2005 г. започва да учи криминология в Стокхолмския университет. Получава през 2014 г. докторска степен по криминология с дисертация на тема какво е това, което кара някои хора да станат престъпници и какво е необходимо, за да завършат с престъпление. От 2018 г. преподава криминология в Стокхолмския университет и работи към Иститута по футурология. Дисертацията му и други научни публикации са посветени на развитието на криминологията.
Първият му криминален роман „Fallet Vincent Franke“ (Случаят на Винсент Франке) е публикуван през 2010 г.
През 2012 г. е награден с наградата на „Международното европейско дружество по криминология“.
Първият му трилър „Невидимият мъж от Салем“ от криминалната поредица „Лео Юнкер“ е издаден през 2013 г. Главният герой е бившия полицай Лео Юнкер, който е привлечен от убийството на млада жена. В дръзкото му разследването започнат да изплуват призраци от собстветото му минало и проблемните младежки години в предградието на Стокхолм – Салем. Книгата става бестселър и го прави известен. За нея получава наградата на Шведската акдемия за най-добър криминален роман за 2013 г.
През 2016 г. получава наградата за младежка литература за романа „Oktober är den kallaste månaden“ (Октомври е най-студения месец).
Кристофер Карлсон живее със семейството си в Стокхолм.

## Произведения

### Самостоятелни романи
- Fallet Vincent Franke (2010)
- Den enögda kaninen (2011)
- Oktober är den kallaste månaden (2016)
- Järtecken: En roman om ett brott (2019)

### Серия „Лео Юнкер“ (Leo Junker)
1. Den osynlige mannen från Salem (2013)
Невидимият мъж от Салем, изд.: „Унискорп“, София (2016), прев. Стела Джелепова
2. Den fallande detektiven (2014)
Падащият детектив, изд.: „Унискорп“, София (2017), прев. Стела Джелепова
3. Mästare, väktare, lögnare, vän (2015)
4. Den tunna blå linjen (2017)

### Документалистика
- Unga och våld: en analys av maskulinitet och förebyggande verksamheter. Ungdomsstyrelsen Rapport 2013:1 (2013) с Еми Баклин и Тове Петерсън
- Continuities and Changes in Criminal Careers (2014)
- An Introduction to Life-Course Criminology (2016) с Йержи Сърнецки
- Att lämna våldsbejakande extremism: en kunskapsöversikt (2016)
- Delinquency and Drift Revisited: The Criminology of David Matza and Beyond (2017) с Франсис Кълън, Томас Блумбърг и Шерил Джонсън
- Våldsbejakande extremism och organiserad brottslighet i Sverige (2018) с Амир Ростами, Ернан Мондани, Йоаким Стъруп, Йержи Сърнецки и Кристофер Едлинг